# Dikrella dentata
Dikrella dentata är en insektsart som beskrevs av Ruppel och Delong 1953. Dikrella dentata ingår i släktet Dikrella och familjen dvärgstritar. Inga underarter finns listade i Catalogue of Life.